# Combretum micranthum
Combretum micranthum là một loài thực vật có hoa trong họ Trâm bầu. Loài này được G.Don mô tả khoa học đầu tiên năm 1824.